# Shenzhoupterus

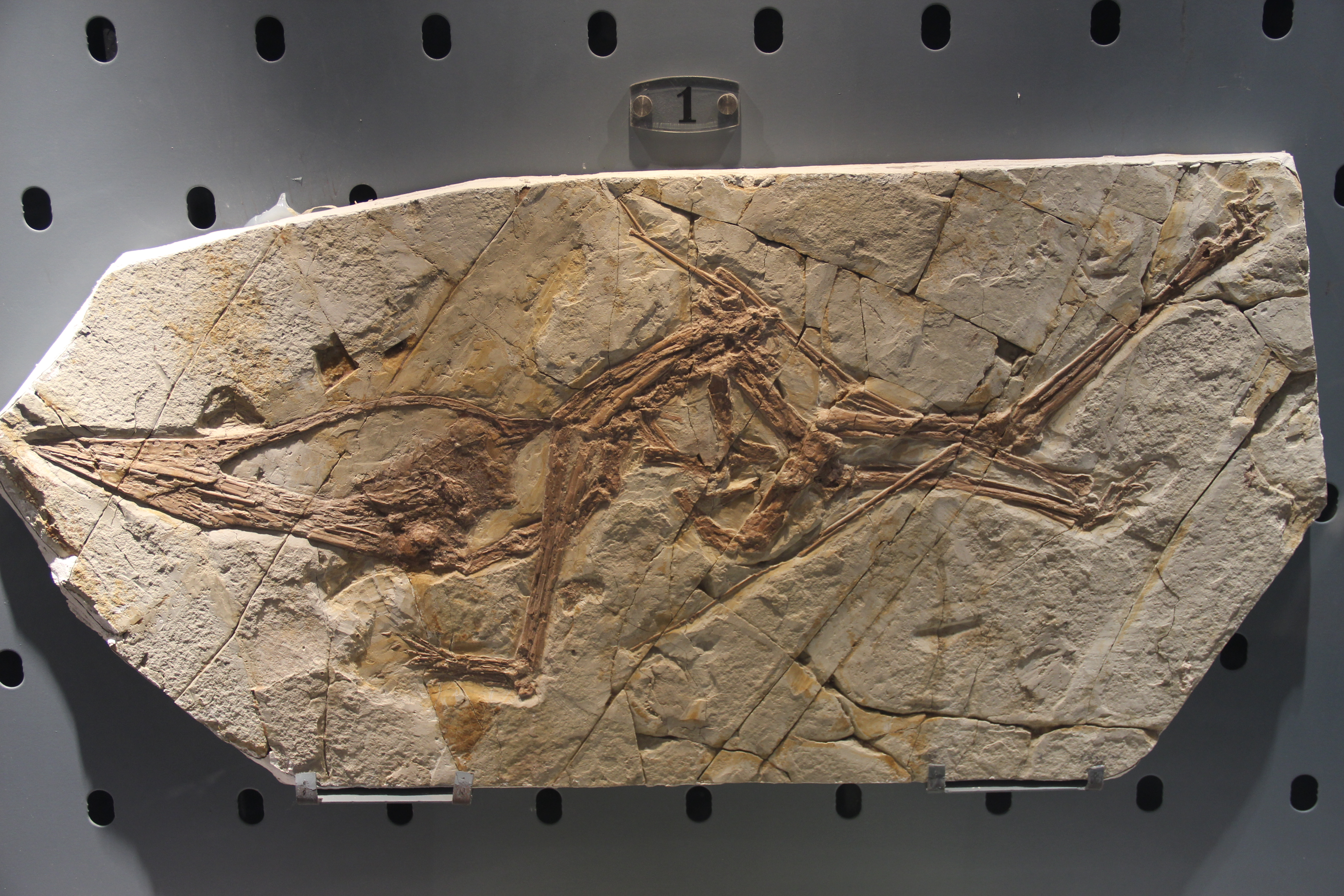
Skelet in Henan

Shenzhoupterus is een geslacht van uitgestorven pterosauriërs dat leefde tijdens het Vroeg-Krijt in het gebied van het huidige China.

## Vondst en naamgeving
De typesoort Shenzhoupterus chaoyangensis is in 2008 beschreven door Lü, Unwin en Zhang op basis van een compleet fossiel uit de Jiufotangformatie (vroege Aptien, ongeveer 120 miljoen jaar geleden) in de provincie Liaoning. De geslachtsnaam verbindt een oude naam voor China, 神州 of Shenzhou, 'het Goddelijke land', met het Klassiek Griekse pteron, 'vleugel' dat veel in pterosauriërnamen gebruikt wordt. De soortaanduiding verwijst naar het Chinese district Chaoyang waar de vondst gedaan werd.
Het holotype HGM 41HIII-305A (Henan Geological Museum, te Zhengzhou) bestaat uit een, in één enkele plaat, zeer goed bewaard gebleven intact skelet inclusief schedel. Het geheel rust op zijn kant wat tot gevolg had dat vleugels, rompdelen en poten door elkaar liggen. De botten zijn erg platgedrukt.
In 2023 werd een tweede soort benoemd, Shenzoupterus sanyainus. Het holotype is DB0233, een vrijwel compleet en in verband liggend skelet met schedel, platgedrukt op een plaat. Deze soort werd nog in 2023 overgeheveld naar het geslacht Meilifeilong.

## Beschrijving
Shenzoupterus chaoyangensis had een spanwijdte van 140 centimeter en was tandeloos. De schedel was relatief groot, met 225 millimeter langer dan de hele wervelkolom, en had een grote en hoge opening voor de oogkas, een fenestra nasoantorbitalis, die van de punt van de snavel doorliep tot aan het eveneens hoge schedeldak; tezamen vormden ze zo een bolle en hoge kamvormige structuur op de kop, die eindigde in een uitstekende richel aan de achterkant, eindigend in een scherpe punt. De snuit was vrij kort en spits, zodat de schedel als geheel een gedrongen indruk maakt. De oogkassen waren klein en vrij laag gelegen. De halswervels waren sterk verlengd en samen langer dan de romp. De ruggenwervels waren niet vergroeid in een notarium. De vleugelvingers waren vrij kort. De poten waren 32 centimeter lang. De vergroeiing van de beenderen wijst op een vrij jong maar niet snel meer groeiend exemplaar.
Shenzoupterus sanyainus heeft een spanwijdte van 205 centimeter. De soort onderscheidt zich door rechte randen van bovenkaak en onderkaak, een langere neergaande tak van het postorbitale met een iets bredere basis dan de opgaande tak van het jukbeen richting traanbeen en halswervels die van de vierde tot en met zevende wervel in lengte afnemen.

## Fylogenie
Senzhoupterus werd als resultaat van een nieuwe kladistische analyse door de beschrijvers toegewezen aan nieuw benoemde familie binnen de Azhdarchoidea, de Chaoyangopteridae, die gezien wordt als een klade waartoe ook Chaoyangopterus, Jidapterus, Eoazhdarcho en Eopteranodon behoren.
|  | Azhdarcho       |
|  |                 |
|  | Quetzalcoatlus  |
|  |                 |
|  | Zhejiangopterus |
|  |                 |

|  | Chaoyangopterus |
|  |                 |
|  | Jidapterus      |
|  |                 |
|  | Shenzhoupterus  |
|  |                 |

|  | Azhdarcho       |
|  |                 |
|  | Quetzalcoatlus  |
|  |                 |
|  | Zhejiangopterus |
|  |                 |

|  | Chaoyangopterus |
|  |                 |
|  | Jidapterus      |
|  |                 |
|  | Shenzhoupterus  |
|  |                 |

|             | Keresdrakon                                                      |
|             |                                                                  |
| Tapejaridae | \| \| Thalassodrominae \| \| \| \| \| \| Tapejarinae \| \| \| \| |
|             | \| \| Thalassodrominae \| \| \| \| \| \| Tapejarinae \| \| \| \| |
|             | Thalassodrominae                                                 |
|             |                                                                  |
|             | Tapejarinae                                                      |
|             |                                                                  |

|  | Thalassodrominae |
|  |                  |
|  | Tapejarinae      |
|  |                  |

|  | Azhdarcho       |
|  |                 |
|  | Quetzalcoatlus  |
|  |                 |
|  | Zhejiangopterus |
|  |                 |

|  | Chaoyangopterus |
|  |                 |
|  | Jidapterus      |
|  |                 |
|  | Shenzhoupterus  |
|  |                 |

|  | Azhdarcho       |
|  |                 |
|  | Quetzalcoatlus  |
|  |                 |
|  | Zhejiangopterus |
|  |                 |

|  | Chaoyangopterus |
|  |                 |
|  | Jidapterus      |
|  |                 |
|  | Shenzhoupterus  |
|  |                 |

|             | Keresdrakon                                                      |
|             |                                                                  |
| Tapejaridae | \| \| Thalassodrominae \| \| \| \| \| \| Tapejarinae \| \| \| \| |
|             | \| \| Thalassodrominae \| \| \| \| \| \| Tapejarinae \| \| \| \| |
|             | Thalassodrominae                                                 |
|             |                                                                  |
|             | Tapejarinae                                                      |
|             |                                                                  |

|  | Thalassodrominae |
|  |                  |
|  | Tapejarinae      |
|  |                  |